# Открытый чемпионат Монпелье по теннису
Открытый чемпионат Монпелье (англ. Open International Féminin Montpellier) — профессиональный международный теннисный турнир, проходящий летом во французском Монпелье на открытых грунтовых кортах комплекcа «ASCH Tennis». С 2021 года относится к женской серии ITF с призовым фондом в 60 тысяч долларов и турнирной сеткой, рассчитанной на 32 участницы в одиночном разряде и 16 пар.

## Общая информация
Соревнование было основано накануне сезона-2006 совместными усилиями ФФТ и ITF. Призовой фонд первых турниров составлял 10 тысяч долларов, а к 2021-му году он вырос в шесть раз. В 2020-м году турнир не проводился связи с пандемией COVID-19.
Среди чемпионок турнира в парном разряде — будущая двукратная победительница турниров Большого шлема Лаура Зигемунд и будущий лидер рейтинга Барбора Крейчикова.

## Финалы разных лет
| Год  | Чемпионка            | Финалистка             | Счёт           |
| ---- | -------------------- | ---------------------- | -------------- |
| 2024 | Майя Хвалиньская     | Оксана Селехметьева    | 6-3 6-2        |
| 2023 | Клара Бюрель         | Астра Шарма            | 6-3 7-5        |
| 2022 | Оксана Селехметьева  | Катерина Байндль       | 6-3 5-7 7-5    |
| 2021 | Ангелина Калинина    | Маяр Шериф             | 6-2 6-3        |
| 2019 | Варвара Грачёва      | Элизабет Халбауэр      | 6-4 6-2        |
| 2018 | Фиона Ферро          | Каталина Пелья         | 6-4 6-3        |
| 2017 | Александра Дулгеру   | Шеразад Ре             | 6-2 6-2        |
| 2016 | Джил Тайхман         | Монсеррат Гонсалес     | 6-2 7-6(6)     |
| 2015 | Лурдес Домингес Лино | Сильвия Солер Эспиноса | 6-4 6-3        |
| 2014 | Елица Костова        | Софья Ковалец          | 7-5 6-1        |
| 2013 | Ана Конюх            | Ирина Хромачёва        | 6-3 6-1        |
| 2012 | Северин Бельтрам     | Каталина Кастаньо      | 6-2 7-6(4)     |
| 2011 | Бибиана Схофс        | Летисия Костас         | 6-4 6-4        |
| 2010 | Матильда Юханссон    | Клер де Губернати      | 5-7 6-4 6-2    |
| 2009 | Анаис Лорендон       | Мария Эмилия Салерни   | 6-3 6-2        |
| 2008 | Вероника Спигель     | Лу Цзинцзин            | 7-6(5) 6-4     |
| 2007 | Габриэлла Полито     | Камиль Сапен           | 6-2 1-6 6-1    |
| 2006 | Оливия Санчес        | Стефани Вонгсюти       | 6-7(6) 6-0 6-0 |

| Год  | Чемпионки                                 | Финалистки                                  | Счёт              |
| ---- | ----------------------------------------- | ------------------------------------------- | ----------------- |
| 2024 | Мариана Дражич Ирина Шиманович            | Елена Приданкина Екатерина Яшина            | 1-6 6-4 [10-8]    |
| 2023 | Амина Аншба Софья Лансере                 | Юлия Логофф Андрея Миту                     | 6-3 6-4           |
| 2022 | Андреа Гамис Андреа Ласаро Гарсия         | Эстель Касино Ирина Хромачёва               | 6-4 2-6 [13-11]   |
| 2021 | Эстель Касино Камилла Розателло           | Лян Эньшуо Юань Юэ                          | 6-3 6-2           |
| 2019 | Марина Мельникова Ева Ваканно (2)         | Альбина Хабибулина Юлия Вахачик             | 4-6 6-4 [10-3]    |
| 2018 | Эликсан Лешемия Алис Раме                 | Каролина Мелигени Алвес Мартина Колменья    | 6-7(5) 6-2 [10-6] |
| 2017 | Момоко Кобори Аяно Симидзу                | Лаура Пигосси Виктория Родригес             | 6-3 4-6 [10-7]    |
| 2016 | Прартхана Тхомбаре Ева Ваканно            | Лурдес Домингес Лино Джил Тайхман           | 7-5 2-6 [11-9]    |
| 2015 | Мария Иригойен Барбора Крейчикова         | Лаура Зигемунд Рената Ворачова              | 6-4 6-2           |
| 2014 | Инес Феррер Суарес Сара Соррибес Тормо    | Сюй Цзеюй Елица Костова                     | 2-6 6-3 [12-10]   |
| 2013 | Ирина Хромачёва Рената Ворачова           | Инес Феррер Суарес Паула Кристина Гонсалвес | 6-1 6-4           |
| 2012 | Северин Бельтрам Лора Торп                | Майлен Ору Мария Иригойен                   | 4-6 6-4 [10-6]    |
| 2011 | Паула Кристина Гонсалвес Марина Заневская | Инес Феррер Суарес Мэдэлина Гожня           | 6-4 7-5           |
| 2010 | Лу Цзинцзин (2) Лаура Зигемунд (2)        | Амандин Эсс Людмила Киченок                 | 6-4 6-2           |
| 2009 | Юлия Бейгельзимер Лаура Зигемунд          | Стефания Боффа Стори Твиди-Йетс             | 6-4 6-1           |
| 2008 | Лу Цзинцзин Вероника Спигель              | Шеразад Бенамар Шарлотт Родье               | 7-5 6-7(5) [10-7] |
| 2007 | Эмили Баке Надеж Верго                    | Татьяна Капшай Катерина Полунина            | 5-7 6-4 6-3       |
| 2006 | Клер Жалад Амандин Сингла                 | Мари-Пьерин Бодуэн Анаис Лорендон           | 4-6 6-3 6-1       |